# Flugplatz Coulommiers-Voisins

i7
i11
i13
Das Aérodrome de Coulommiers-Voisins (ICAO-Code: LFPK) ist ein Flugplatz der Allgemeinen Luftfahrt. Er liegt in der Region Île-de-France im Département Seine-et-Marne im Wesentlichen auf dem Gebiet der Gemeinden Giremoutiers, Maisoncelles-en-Brie, Mouroux und Pommeuse etwa fünf Kilometer nordwestlich von Coulommiers.

## Geschichte
Der Flugplatz Coulommiers wurde 1938 als Militärflugplatz für die Armée de l’Air eröffnet, wobei die Fliegerei in der Gegend schon weit vorher begann. Hier flogen schon 1783 die Gebrüder Montgolfier mit ihren Heißluftballonen und weitere Luftfahrt-Pioniere erprobten im 19. Jahrhundert verschiedene Gleiter. Im Ersten Weltkrieg fanden hier die Marneschlachten statt, während derer sowohl französische als auch deutsche Flugapparate in der Gegend operierten.
Die l'Armée de l'Air stationierte hier zunächst zwei Jagdgruppen, Groupes de Chasses (GC), die GC III/6 und GC III/7, die mit Morane-Saulnier M.S.406 bzw. Bloch MB.220 ausgerüstet waren. Nach Ausbruch des Zweiten Weltkriegs wurden weitere französische Flugzeuge, unter anderem Aufklärer und Dewoitine D.520 der GC I/3, nach Coulommiers verlegt. Hinzu kamen Bristol Blenheim der 59. und 212. Squadron der britischen Royal Air Force (RAF).
Während der deutschen Besetzung Frankreichs während des Zweiten Weltkriegs wurde der Flugplatz von der Deutschen Luftwaffe genutzt. Erster Nutzer waren im Juli 1940 für einige Wochen Stab, I. und II. Gruppe des Kampfgeschwaders 54 (S., I. und II./KG 54), dessen Junkers Ju 88A an der Luftschlacht um England teilnahmen.
Nach einer Ruhephase, in der der Flugplatz ausgebaut wurde, wurde der Flugplatz 1943 als zukünftige Basis von Abfangjägern gegen einfliegende alliierte Bomber reaktiviert. Zunächst nutzten ihn jedoch zwischen Mitte April und Mitte August 1943 für Nachtangriffe auf England und Minenlegeoperationen im Englischen Kanal die Dornier Do 217 E/K/M der III. Gruppe des Kampfgeschwaders 2 (III./KG 2). Im September/Oktober 1943 lagen hier die Focke-Wulf Fw 190A-Jagdbomber der IV. Gruppe des Schnellkampfgeschwaders 10 (IV./SKG 10). Zwischen Anfang Mai und August 1944 war Coulommiers der Messerschmitt Bf 110-Nachtjäger der II. Gruppe des Nachtjagdgeschwaders 4 (II./NJG 4). Im Juni des Jahres war der Flugplatz wiederholt Ziel amerikanischer Luftangriffe.

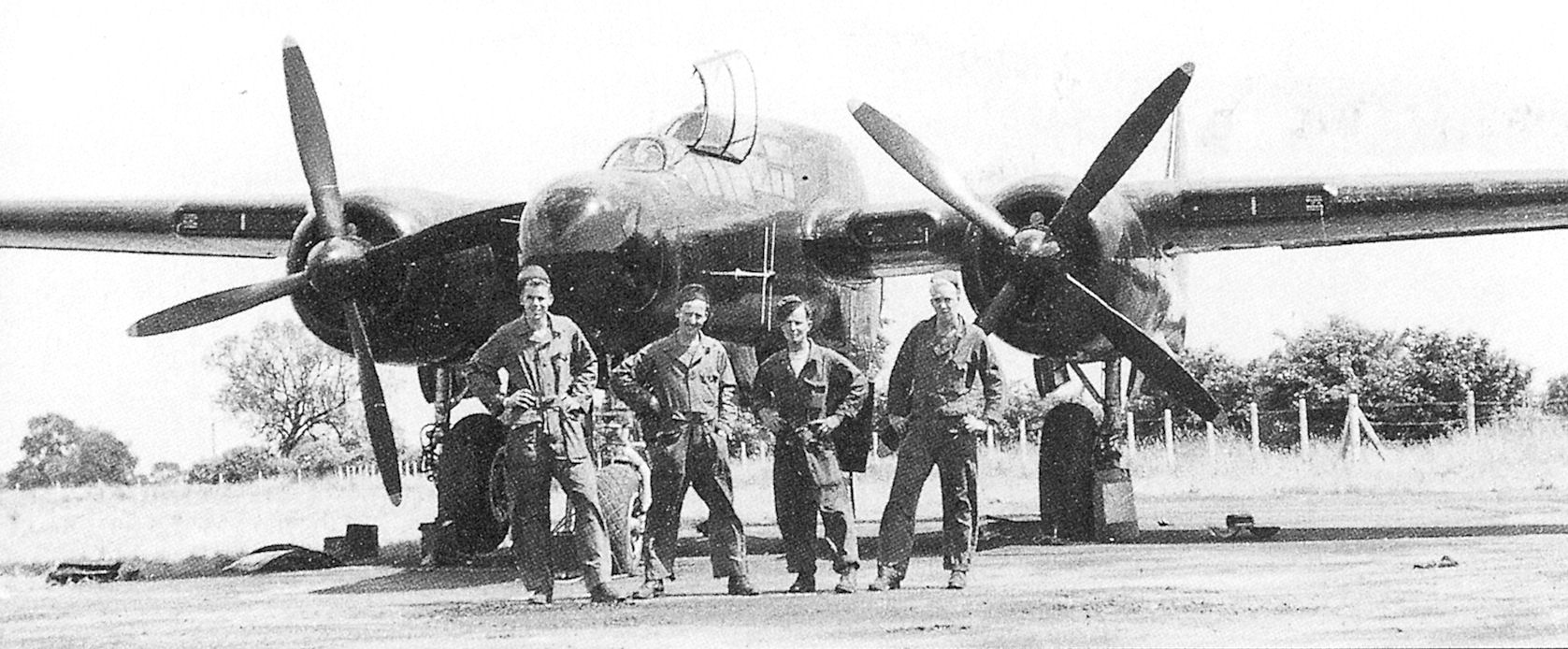
P-61, 425th Night Fighter Squadron, Coulommiers

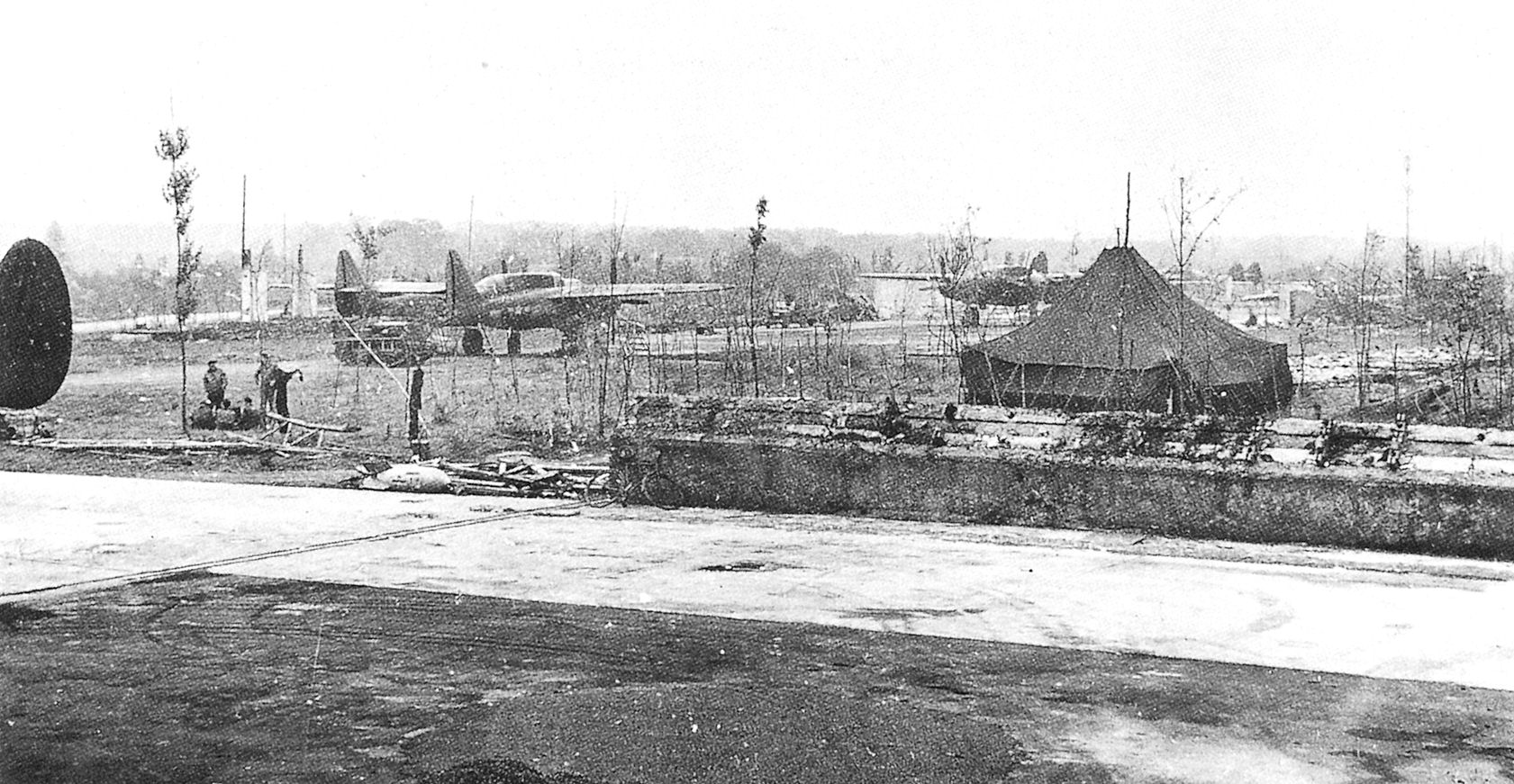
P-61, 425th Night Fighter Squadron, Coulommiers

Der durch die Juni-Luftangriffe teilweise zerstörte Flugplatz wurde Anfang September durch die Alliierten eingenommen und nach einwöchiger Instandsetzung als Advanced Landing Ground ALG A-58, so seine alliierte Codebezeichnung, ein Einsatzplatz der Ninth Air Force der United States Army Air Forces (USAAF). Erster kurzzeitiger Nutzer war die mit P-61 Black Widow-Nachtjägern ausgerüstete 425th Night Fighter Squadron, gefolgt von der 410th Bombardment Group. Diese mit Douglas A-20 Havoc ausgerüstete Gruppe blieb bis Februar 1945 in Coulommiers stationiert.
Anschließend wurde der Platz die Transportfliegerbasis der mit Douglas DC-3/C-47 ausgerüsteten 437th Troop Carrier Group. Parallel hierzu lag hier zwischen Ende März und Ende September 1945 noch die 540. Squadron der RAF mit ihren de Havilland DH.98 Mosquito Mk.VI. Der Flugplatz wurde nach dem Abzug der amerikanischen Transportflieger im Sommer 1945 am 8. August 1945 an Frankreich zurückgegeben.
Das Areal wurde in der Nachkriegszeit zunächst nur wenig weitergenutzt, bevor es in den 1950er Jahren als alternativer ziviler Flughafen von Paris zu Le Bourget erwogen wurde. Parallel dazu wurde das Gelände zu einer NATO-Standardbasis mit Abstellflächen für Kampfflugzeuge ausgebaut. In den 1960er Jahren wurde dann jedoch beschlossen, Orly, seinerzeit eine US Air Base, als Hauptstadtflughafen zu eröffnen, wodurch die Pläne bzgl. Coulommiers gegenstandslos wurden.

## Heutige Nutzung
Der heutige Flugplatz wurde auf dem Militärflugplatz errichtet, wobei die Hauptstart- und -landebahn neu asphaltiert und zwei kürzere Graspisten für Sport- und Segelflugzeuge angelegt wurden.
Überreste aus den diversen militärischen Nutzungsphasen existieren bis zum heutigen Tag auf und in Nachbarschaft des heutigen Flugplatzareals.

## Zwischenfälle
- Am 14. Juni 1948 fing eine Sud-Est SE.161/P7 Languedoc der Air France (Luftfahrzeugkennzeichen F-BATG) auf dem Flugplatz Coulommiers beim Betanken Feuer. Ein Pilot und die acht anderen Insassen konnten sich retten, bevor das Flugzeug komplett ausbrannte.[1]

- Am 30. Juli 1962 schlug eine Douglas DC-3A der Air France (F-BAOE) beim Start vom Flugplatz Coulommiers-Voisins mit der linken Tragfläche gegen einen Lastwagen. Die Maschine stürzte 450 Meter hinter dem Startbahnende ab. Von den acht Insassen auf dem Trainingsflug kamen 5 Besatzungsmitglieder ums Leben.[2]